# Burlakî, Horol
Burlakî (în ucraineană Бурлаки) este un sat în comuna Musiivka din raionul Horol, regiunea Poltava, Ucraina.

## Demografie
Componența lingvistică a localității Burlakî
     Ucraineană (97,14%)
     Rusă (2,86%)
Conform recensământului din 2001, majoritatea populației localității Burlakî era vorbitoare de ucraineană (97,14%), existând în minoritate și vorbitori de rusă (2,86%).